# Peaking Lights
Peaking Lights est un groupe américain de pop psychédélique, originaire de San Francisco, en Californie.

## Histoire
Le groupe est un duo de musiciens mari et femme qui s'est rencontré à San Francisco en 2006 et a déménagé à Spring Green, dans le Wisconsin, en décembre 2007, où ils ont vécu jusqu'en 2009. Le couple déménage ensuite à Madison, dans le Wisconsin, où ils restent jusqu'à leur retour sur la côte ouest en 2011 pour vivre à Los Angeles. En 2012, ils sont basés à Amsterdam.
Le style musical de Peaking Lights est décrit comme de la pop psychédélique. Le groupe se forme en 2008, se produisant en concert afin de financer un voyage au Texas, date à laquelle ils auto-éditent le CD-R Clearvoiant (sorti plus tard en cassette via Night People).
Le fils du couple, Mikko, participe au chant de leur troisième album, Lucifer,. En 2013, leur deuxième fils, Marlon, naît.
Ils font partie des « amis » qui contribuent en 2013 à l'album The Time Has Come to Shoot You Down... What A Sound des Flaming Lips, une reprise du premier album des Stone Roses.
En 2019, Peaking Lights collabore avec Lee « Scratch » Perry sur un disque de 12 pouces intitulé Life of the Plants, publié sous le nom de Perry sur Stones Throw Records. 

## Discographie

### Albums studio
- 2008 : Clearvoiant (auto-distribution)
- 2008 : Clearvoiant (Night People cassette)
- 2009 : Imaginary Falcons (Night People)
- 2010 : Space Primitive (Fuck It Tapes, cassette)
- 2010 : Space Primitive (Night People)
- 2011 : 936 (Weird World / Not Not Fun)
- 2012 : Lucifer (Mexican Summer / Weird World)
- 2012 : Lucifer in Dub Weird World / Mexican Summer)
- 2014 : Cosmic Logic (Weird World)
- 2017 : The Fifth State of Consciousness (Two Flowers)
- 2020 : E S C A P E (Dekmantel)